# 吴少华
吴少华（1963年3月—），湖北洪湖人，汉族，中国共产党党员。中华人民共和国政治人物、第十三届全国人民代表大会解放军和武警部队代表。

## 生平
2018年，吴少华被选为解放军和武警部队出席第十三届全国人民代表大会代表。